# Cemal Gürsel
Cemal Gürsel (1895, Hınıs — 1966, Ankara) est un militaire et homme d'État turc. Il devient le quatrième président de la république de Turquie en 1960, à la suite d'un Coup d'État.
Gürsel sert dans l'armée pendant 45 ans. Pendant la Première Guerre mondiale, il participe à la bataille des Dardanelles, Gallipoli en tant que lieutenant avec la première batterie du 12e régiment d'artillerie en 1915 et a reçu la médaille de guerre. Il combat plus tard sur les fronts de Palestine et de Syrie en 1917 et devient prisonnier de guerre par les Britanniques alors qu'il souffrait du paludisme lors de son commandement de la 5e batterie du 41e régiment le 19 septembre 1918. Gürsel est retenu prisonnier de guerre en Égypte jusqu'au 6 octobre 1920. Pendant sa présidence beaucoup plus tard, interrogé par la presse étrangère sur les raisons pour lesquelles il n'avait pas appris l'anglais pendant sa captivité, il se rappelle quelque peu à regret qu'il était tellement frustré d'être captif qu'il protesta et étudia le français à la place.
Après sa libération, Cemal Gürsel retourne en Anatolie pour rejoindre Mustafa Kemal après le congrès d'Erzurum et prend part à toutes les campagnes du front occidental dans la guerre d'indépendance turque entre 1920-1923. Il est promu pour bravoure dans la première division, excellant dans les batailles de la deuxième Inönü, Eskişehir et Sakarya, et reçoit ensuite la médaille de l'indépendance par le premier Parlement pour son service de combat dans l'offensive finale.
Gürsel est marié, en 1927, à Melahat, la fille de l'ingénieur en chef du croiseur ottoman Hamidiye.

## Biographie

### Jeunesse
Cemal Gürsel né dans la ville d’Hınıs, il est le fils d'un officier de l'armée ottomane, Abidin Bey, le petit-fils d'Ibrahim (1820–1895) et l'arrière-petit-fils de Haci Ahmad (1790–1860). Après l'école élémentaire d'Ordu et le collège militaire d'Erzincan, il est diplômé du lycée militaire Kuleli à Istanbul. Il est une figure populaire et est donc surnommé "Cemal Ağa", surnom affectif et honorifique depuis ses années d'école et qu'il conserve toute sa vie.

### Carrière militaire
Cemal Gürsel fréquente le Collège militaire turc et obtient son diplôme en 1929 en tant qu'officier d'état-major. Il est promu colonel en 1940. Il est nommé général de brigade en 1946 et commandant de la 65e division. Il est ensuite commandant de la 12e division, commandant du 18e corps et commandant du 2e district des tâches intérieures. Fait lieutenant général en 1953, étant général en 1957, il est nommé commandant de la 3e armée. Le service comprend le chef du renseignement et il est nommé commandant des forces terrestres en 1958 alors qu'il commande une armée.
Gürsel, en tant que figure paternelle facile à vivre avec un sens de l'humour fin, est très apprécié tant au niveau national que dans les cercles de l'OTAN, et gagne le respect et la confiance de la nation et des forces armées grâce à ses connaissances et son comportement professionnel. Un mémorandum patriotique qu'il envoie le 3 mai 1960 au ministre de la Défense dans un effort pour établir des freins et contrepoids sur les affaires en cours, reflétant ses opinions personnelles dans le prolongement de la conversation qu'ils ont eue la nuit précédente, exprimant son soutien au Premier ministre Adnan Menderes et la conviction que le Premier ministre doit remplacer le Président avec effet immédiat pour renforcer une unité nationale indispensable, aboutit à sa suspension de son poste, forçant une retraite anticipée au lieu de devenir le prochain chef de l'état-major turc.
Sa lettre d'adieu, préconisant et exhortant l'armée à rester en dehors de la politique, est transmise à toutes les unités des forces armées au moment de son départ en congé. La déclaration de Cemal Gürsel dit : "Ayez toujours haut l'honneur de l'armée et de l'uniforme que vous portez. Protégez-vous de l'atmosphère politique actuelle ambitieuse et néfaste dans le pays. Restez à l'écart de la politique à tout prix. Ceci est de la plus haute importance pour votre honneur, pour la puissance de l'armée et pour l'avenir du pays". Il est allé à Izmir où il est devenu président de l'Association anticommuniste de Turquie.

### Ascension politique
Un coup d'État organisé et mené par des officiers de l'armée au grade de colonels et en-dessous a lieu sans la participation ou la direction du Cemal Gürsel le 27 mai 1960, après la poursuite des troubles civils et universitaires dans tout le pays. La rumeur veut que le général quatre étoiles Ragıp Gümüşpala, le commandant de la troisième armée basée en Anatolie orientale, ait donné un ultimatum aux officiers rebelles que s'ils n'avaient pas de général nommé à leur tête, la troisième armée attaquerait pour prendre le relais de la capitale et l'administration du pays, forçant ainsi le groupe rebelle à trouver un officier supérieur sur eux. En raison de son immense popularité parmi les rangs publics et militaires, Gürsel a ensuite été choisi par les révolutionnaires du jour au lendemain et amené à la présidence du coup d'État militaire et est devenu, à partir de 2015, le seul dirigeant au monde mis au pouvoir par une prise de contrôle militaire qui n'avait auparavant joué aucun rôle dans sa planification ou son exécution. Alors qu'il était encore en pyjama, il est escorté à Ankara dans un avion de transport militaire C-47 par un capitaine qui était le plus jeune officier de l'équipe du coup d'État qui, à ce moment-là, avait déjà envoyé le président Celal Bayar, le Premier ministre Adnan Menderes, une liste du chef d'état-major général Rüştü Erdelhun et de quelques autres membres du parti démocratique au pouvoir devant un tribunal militaire de Yassıada dans la mer de Marmara, les accusant de violation de la constitution. Le lendemain du coup d'État, le général quatre étoiles Cemal Gürsel est déclaré commandant en chef, chef de l'État, Premier ministre et ministre de la Défense du 24e gouvernement le 30 mai 1960, lui donnant en théorie des pouvoirs plus grand qu'Atatürk lui-même.
Gürsel a libéré 200 étudiants et neuf journalistes, et a autorisé 14 journaux interdits à recommencer à publier (Time, 6 juin 1960). Il est allé chercher dix professeurs de droit, à savoir Sıddık Sami Onar, Hıfzı Veldet Velidedeoğlu, Ragıp Sarıca, Naci Şensoy, Hüseyin Nail Kubalı, Tarık Zafer Tunaya, İsmet Giritli, İlhan Arsel, Bahri Savcı et Muezi Erçan, étudiant de troisième cycle, en droit en tant qu'assistant (actuellement professeur et ancien président du Conseil turc de l'enseignement supérieur), des universités d'Istanbul et d'Ankara pour aider à rédiger une nouvelle constitution le 27 mai, juste après son arrivée à Ankara. Lors de leur première rencontre avec le général Cemal Gürsel le même jour, le professeur Onar a déclaré au nom du groupe des universitaires de droit que "les circonstances de la journée ne doivent pas être interprétées comme un coup d'État ordinaire et politique", impliquant que la révolution est apporté par le processus de changement qui a commencé dans la république ce jour-là. Le président Cemal Gürsel a également formé un conseil scientifique pour guider le ministère de la Défense, formant plus tard le Conseil de la recherche scientifique et technologique de Turquie pour conseiller le gouvernement plus largement. Il a nommé le général Ragıp Gümüşpala, le commandant de la troisième armée, comme nouveau chef de l'état-major général qui, après sa retraite dans deux mois, est remplacé par le général Cevdet Sunay, et Gümüşpala est en outre dirigé par Gürsel pour former le nouveau Parti de la justice et pour réunir les anciens membres du Parti démocrate.
De nature simple et conservatrice, Gürsel est devenu une figure populaire en Turquie, lequel a interdit l'affichage de sa photo aux côtés d'Atatürk dans les bureaux du gouvernement, a roulé dans une Jeep ouverte visitant les communautés rurales, parlant aux paysans presque comme s'ils étaient ses enfants (Time, 6 janvier 1961). Il a réussi avec ses interventions personnelles en réduisant le nombre de verdicts d'exécution des tribunaux de Yassıada de 15 à trois. Cemal Gürsel a joué un rôle important dans la préparation d'une nouvelle constitution et d'un retour à l'ordre démocratique de la vision kémaliste.

### Homme d'État
Cemal Gürsel a reprogrammé et a assisté au match des équipes nationales de football turque et écossaise précédemment annulé à Ankara le 8 juin 1960 (Turquie 4, Écosse 2) qui est suivi d'un tournoi national de football, la Coupe Cemal Gürsel, qui a contribué à remonter le moral national en les semaines post-coup d'État avec des finales à Istanbul le 3 juillet (Fenerbahçe 1, Galatasaray 0).
Il a joué un rôle actif dans la modernisation en profondeur des forces armées turques et dans la défense acharnée du bloc de l'ouest pendant la guerre froide, en particulier pendant la crise des missiles de Cuba. La déclaration d'indépendance de Chypre selon les accords antérieurs et le déploiement d'une unité militaire turque à Chypre ont eu lieu en août 1960. Il a accueilli la visite de la reine Elizabeth II à Ankara au début de 1961 et la visite du vice-président Lyndon Johnson en 1962. Gürsel a obtenu, avec le travail coordonné de Sir Bernard Burrows, et a accordé l'autorisation du Comité d'unité nationale militaire (NUC) au pouvoir pour que les avions de combat militaires britanniques survolent l'espace aérien turc en route pour soutenir le Koweït, qui était menacé d'invasion par l'Irak en juillet 1961. Interrogé par un journaliste allemand sur ses intentions de devenir le prochain président sur proposition du parlement intérimaire, Cemal Gürsel a répondu qu'il n'était prêt à servir que si la nation le lui demandait, et non la chambre intérimaire. Il n'a pas présenté sa propre candidature à la présidence ni fait pression pour son élection ou contre tout autre candidat de quelque manière que ce soit. Il a offert son soutien à la candidature de plusieurs académiciens de haut rang en médecine et en sciences à Ankara pour les postes de Premier ministre par intérim et de futur président. Gürsel a mis un accent particulier sur la démocratie participative avec la promotion de tous les intérêts des minorités de la nation, nommant les leaders ethniques citoyens turcs Hermine Kalustyan, d'Arménien, Kaludi Laskari de Grec et Erol Dilek d'origine juive, comme ses "représentants adjoints du chef de l'Etat" et les membres titulaires de la Chambre des représentants intérimaire. Le rédacteur en chef de Shalom, Avram Leyon, l'a accompagné dans ses voyages et ses fonctions à l'étranger. Il a rétabli la liberté d'expression qui est massivement enlevée aux organes des médias et à la presse par le cabinet précédent.
La constitution, qui a apporté pour la première fois un texte intégral des droits civils et politiques sous protection constitutionnelle ainsi qu'un système amélioré de freins et contrepoids dans l'histoire de la Turquie, est approuvée par un référendum tenu le 10 octobre 1961. Avec la création du premier Cour constitutionnelle qui a créé un nouveau changement de paradigme en examinant les décisions parlementaires comme l'organe de «contrôle» en 1961 et l'ajout d'un Sénat au parlement, la Grande Assemblée nationale turque est rouverte après les élections générales, l'a nommé et voté comme le quatrième président de la Turquie. Le journaliste parlementaire Cihat Baban affirme dans son livre The Gallery of Politics (Politika Galerisi) que Cemal Gürsel lui a dit: "Nous pouvons résoudre tous les problèmes si Süleyman Demirel devient le chef du Parti de la justice (Adalet Partisi). Je travaille très dur pour lui. devenir le chef du parti. Si j'y parviens, je serai heureux." 
Demirel est élu président lors de la deuxième grande convention du parti le 28 novembre 1964. Le président de la République de Turquie, Cemal Gürsel, a confié le mandat de former et d'exercer les fonctions de le Premier ministre du nouveau gouvernement à İsmet İnönü en novembre 1961, juin 1962 et décembre 1963, au sénateur Suat Hayri Ürgüplü en février 1965 et, après les élections générales, à Süleyman Demirel du Parti de la justice en octobre 1965.
Avec la réduction des tensions entre l'Occident et le bloc soviétique, Gürsel a cherché à améliorer les relations pour la population de son pays de 27,8 millions d'habitants avec l'Union soviétique, comme l'initiation d'un accord de ligne téléphonique, comme avec les autres membres de l'alliance occidentale tout en initiant de nouveaux accords de crédit avec les États-Unis et le Royaume-Uni ainsi que des relations bilatérales techniques et d'investissement avec l'Allemagne dans les années 1960.Le réacteur atomique d'Istanbul est devenu opérationnel en 1962 avec la création de la première bibliothèque de recherche et d'État du gouvernement deux ans après le début de son administration. Il a encouragé l'octroi de la liberté et des droits légaux de former des syndicats et de faire grève dans le pays. Les universités turques ont acquis une indépendance autonome par la loi pour la première fois grâce à la législation qu'il a adoptée. Cemal Gürsel a accordé une grâce présidentielle pour les condamnations à perpétuité de l'ancien président Celal Bayar et de l'ancien chef d'état-major Rustu Erdelhun dont la condamnation à l'exécution antérieure a également été révoquée par le Comité d'unité nationale sur les appels de Gürsel. Il a lancé la nouvelle ère de l'économie planifiée en Turquie, formé un institut national de statistique, lancé l'Organisation nationale de planification (DPT) qui a mis en œuvre le "premier plan de développement quinquennal", organisé la réintégration de la République turque aux Nations unies. Conseil de sécurité en 1961 et a amené la Turquie, grâce à ses dialogues diplomatiques étroits et personnels avec Charles de Gaulle et Konrad Adenauer, vers l'adhésion à l'Union européenne avec l'accord d'Ankara, signé avec la France, la Belgique, les Pays-Bas, l'Allemagne, l'Italie et le Luxembourg en 1963 , résultant en un membre associé l'année suivante et une importante migration de main-d'œuvre turque vers l'Allemagne et l'Europe occidentale pour aider leur développement industriel d'après-guerre.
Lorsqu'un dirigeant chypriote qui avait été exilé hors du Royaume-Uni auparavant en 1956 sur la base de sa lutte pour l'indépendance chypriote de la domination britannique, a voulu en novembre 1963 modifier les articles de base de la constitution de 1960, la violence communautaire s'est ensuivie et la Turquie, la Grande-Bretagne et la Grèce, garante des accords qui avaient conduit à l'indépendance de Chypre, voulait envoyer une force de l'OTAN dans l'île sous le commandement du général Young. En raison de la violence ethnique continue entre les Turcs chypriotes et les Grecs chypriotes, le président Gürsel a ordonné des vols d'avertissement et des assauts aériens continus ultérieurs par l'armée de l'air turque contre l'île qui se sont poursuivis entre le 7 et le 10 août 1964, se terminant par la réalisation des objectifs militaires de Turquie, et l'invitation au calme de Nikita Khrouchtchev de l'URSS.
Cemal Gürsel a réformé le "Teskilat-i Mahsusa", l'"Organisation spéciale" des services de sécurité clandestins en une agence nationale de renseignement moderne en réponse et en préparation contre l'escalade du terrorisme international en 1963. Il a ouvert la voie aux pays du Moyen-Orient et au Pakistan pour se concentrer sur les questions économiques et culturelles d'intérêt mutuel et Ankara a reconnu la Syrie après l'éclatement de l'éphémère République arabe unie en 1961, rétablissant davantage les relations diplomatiques avec l'Égypte en 1965. En juillet 1964, le président pakistanais Ayub Khan, le président turc Cemal Gürsel, et le Chah Mohammad Reza Pahlavi de l'Iran ont annoncé à Istanbul la création de l'organisation de coopération régionale pour le développement (RCD) pour promouvoir les transports et les projets économiques conjoints envisageant également l'Afghanistan et peut-être l'Indonésie rejoignant à un moment donné dans le futur. Il a accordé l'asile aux dissidents politiques comme l'Ayatollah Khomeini d'Iran et le mollah Barzani d'Irak.
Gürsel, 40 ans après la fondation de la République, a lancé la première station de radio d’Anatolie orientale dans la province d’Erzurum, où les émissions des radios d’Ankara et d’Istanbul n’ont pas été reçues. Il a mis en service le réseau de télécommunications à micro-ondes, augmentant la capacité de téléphonie et de télétype ainsi qu'une liaison radio à haute fréquence reliant Londres et Ankara à Rawalpindi, Karachi, Téhéran et Istanbul. Il a jeté les bases des nouveaux plans de développement agricole et structurel pour les régions du sud-est de l'Anatolie au début des années 1960 pour la première fois. Avec sa directive, les saintes reliques des prophètes Abraham, Moïse, Joseph, David et Muhammad, y compris le plus ancien Coran existant du VIIe siècle, ont été exposées depuis leurs salles de stockage dans le palais de Topkapi pour une consultation publique pour la première le 31 août 1962. Gürsel a ajouté le premier ministère de la Culture et du Tourisme au cabinet. Dans un effort parallèle de promotion de la popularité touristique du pays en Occident, Topkapi), la version cinématographique du livre d'Eric Ambler qui avait été commandée dans le même but, est tournée à Paris et à Istanbul et est présentée avec succès. De même, l'un des livres préférés de John F. Kennedy, From Russia with Love de Ian Fleming, est tourné à Istanbul en tant que deuxième film de James Bond, pour promouvoir la popularité touristique de la Turquie, avec son vif intérêt. Le réseau de la Direction des affaires religieuses du pays est fondé avec sa directive et est devenu opérationnel le 22 juin 1965. Il a entamé la nouvelle procédure de renvoi des propositions de loi présentées à l'approbation du président aux re-discussions parlementaires de 1963. Cemal Gürsel a fondé Le Conseil de la recherche scientifique et technologique de Turquie (TUBITAK) en 1963, nommant le professeur Cahit Arf comme son premier directeur, chargeant officiellement TUBITAK principalement d'une fonction de conseil gouvernemental par la législation. En plus de la fondation de l'organisation de la radio et de la télévision turque (TRT) en tant qu'agence gouvernementale en 1964 qui a amené la télévision en Turquie pour la première fois sous son administration, l'ouverture de l'École de presse et de radiodiffusion au Collège des sciences politiques à Ankara a suivi en novembre 1965. La nouvelle initiative du pays de planification du contrôle de la croissance démographique est mise en vigueur en 1965. La production de la première automobile turque domestique, la Devrim (Révolution), a lieu avec la directive de Cemal Gürsel qui a déclenché le lancement de une industrie automobile dans la république dans les années suivantes. La première utilisation d'un ordinateur dans le pays, la croissance de la production de masse de fer et d'acier, la centrale thermique et la structuration d'un pipeline pétrolier ont eu lieu pendant sa présidence. Cemal Gürsel refuse la rémunération de son chef d'État et des postes présidentiels ultérieurs et fait vivre sa famille et lui-même avec le salaire de son général à la retraite, prenant en charge leurs propres dépenses au cours de leur vie au palais présidentiel de Çankaya, à Ankara.

### Maladie et mort
En raison d'une paralysie qui commence au début de 1961 et progresse rapidement en 1966, le 2 février, Cemal Gürsel est transporté au centre médical de l'armée Walter Reed à Washington D.C, dans l'avion privé «BlueBird» envoyé par le président américain Lyndon B. Johnson. Une semaine plus tard, il est tombé dans le coma après avoir subi une série de nouveaux accidents vasculaires cérébraux paralytiques. Le gouvernement décide de retourner en Turquie le 24 mars. Le président Johnson s'est rendu en hélicoptère de la Maison-Blanche à Andrews Air Force Base, Maryland, près de Washington, DC, pour rendre hommage au président Cemal Gürsel à son départ de chez lui, en plus de publier la déclaration suivante "Notre distingué ami, le président Cemal Gursel de Turquie, est venu aux États-Unis le 2 février pour un traitement médical. On espérait que de nouvelles procédures thérapeutiques récemment mises au point dans ce pays seraient utiles dans le traitement de sa maladie de plusieurs années. Nous avons d'abord été encouragés par ses progrès à l'hôpital Walter Reed, seulement pour être choqués par la nouvelle le 8 février selon laquelle sa santé avait subi un nouveau coup grave. Notre meilleur talent, associé à l'habileté des éminents médecins turcs qui accompagnaient le président, est exercé au maximum dans l'espoir que le président pourrait rentrer chez lui en pleine santé. Nous sommes attristés que cet espoir n'ait pas été réalisé. Nous avons été très honorés que le président Gürsel soit venu dans notre pays pour y suivre un traitement médical. À son retour dans sa patrie, nos prières l'accompagnent". Sur un rapport d'une commission médicale de l'hôpital militaire Gülhane d'Ankara, le parlement décide le 28 mars 1966 que sa présidence devait être résiliée en raison de problèmes de santé conformément à la constitution. Il est mort d'apoplexie à 18h45 le 14 septembre 1966 à Ankara. Il n'a laissé aucune directive ni dernier testament. Il est inhumé dans la section "Mémorial des martyrs de la liberté" dans la cour du mausolée d'Atatürk. Son corps est transféré le 27 août 1988 à un lieu de sépulture permanent dans le cimetière d'État turc nouvellement construit.